# 发展中国家
，指经济、社会方面发展程度较低的国家，與发达国家相對。发展中国家的工业基础较不发达，人类发展指数较低。然而，这一定义并未得到普遍认同。对于哪些国家适合这一类别也没有明确共识。開發中國家與「中低所得國家」一詞經常互換使用，但仅指国家经济方面。世界银行根据人均國民總所得将世界经济分为4组：高所得國家、中高所得國家、中低所得國家及低所得國家。最低度開發國家、內陸開發中國家與小島嶼開發中國家為開發中國家之亞組。與之相對的國家通常被稱爲已開發國家或高所得國家。

人类发展指数世界分布图按类型（根据2017年数据，发布于2018年）世界分佈圖
極高
高
中
低
未有资料

国际货币基金组织发达经济体（2016年）

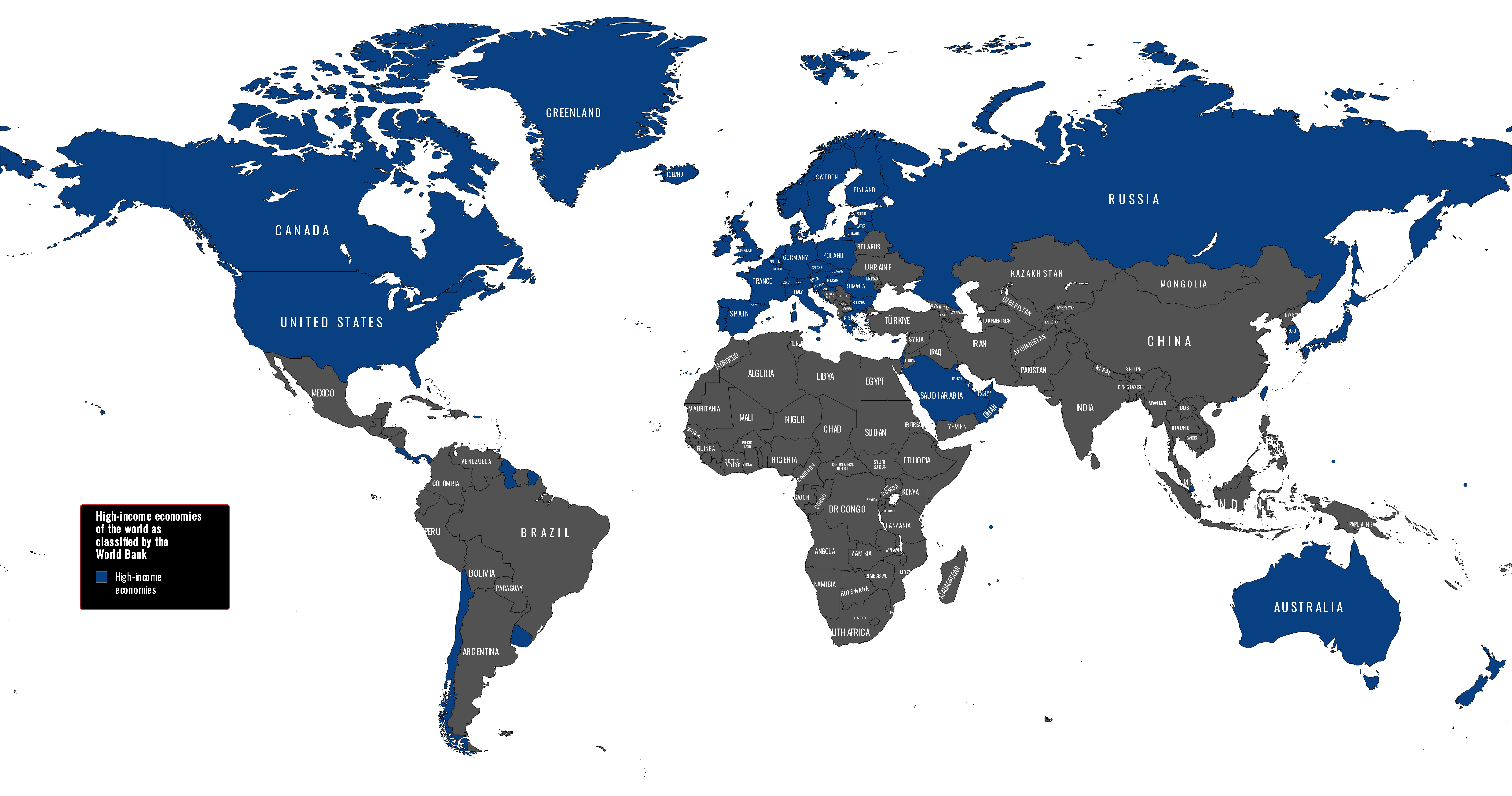
2023 年世界高所得經濟體地圖

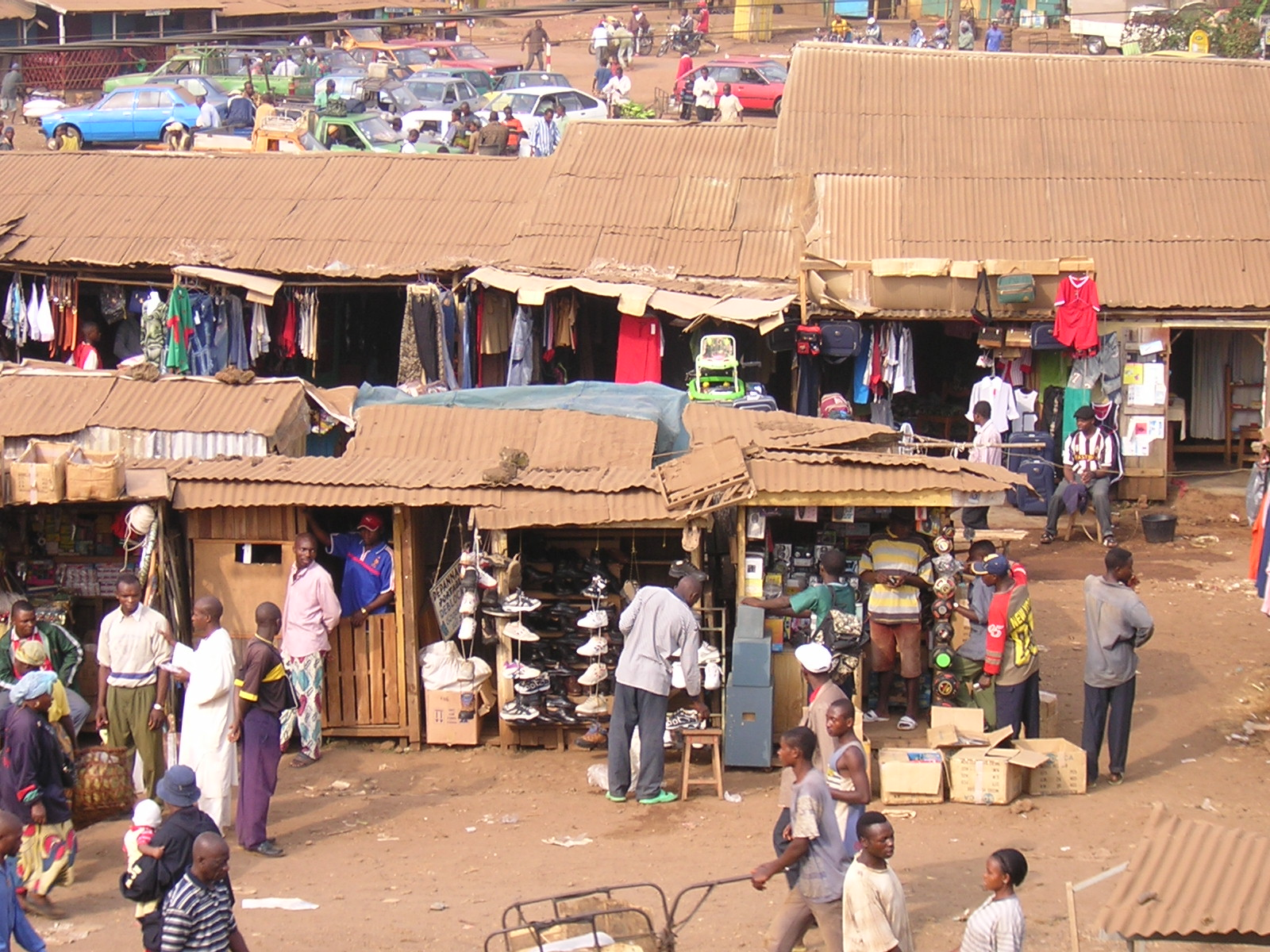
喀麦隆濱海省商店街

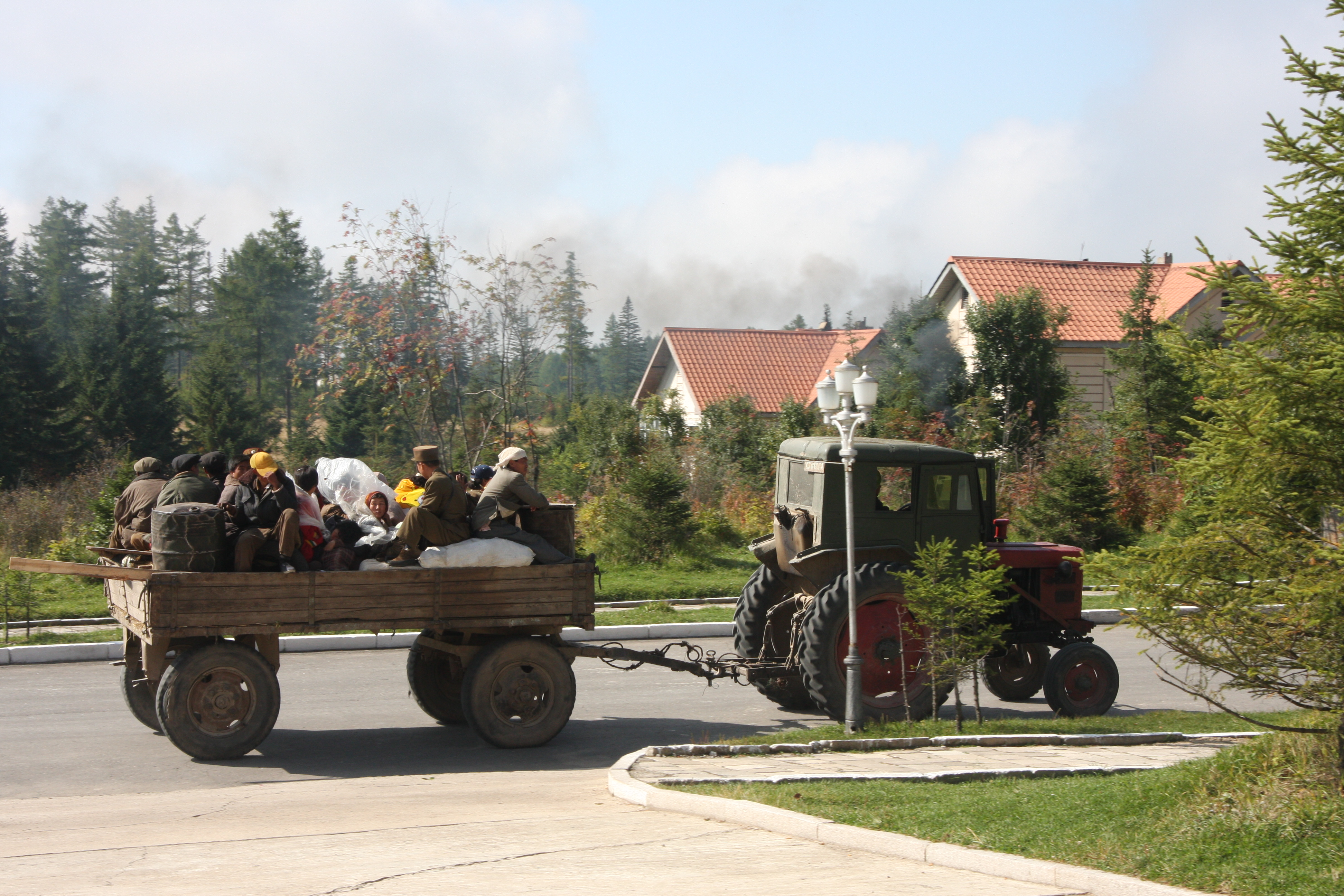
朝鲜的拖拉機公車

“发展中国家”一词的使用存在争议，有些人认为它是一種过时概念。2015年，世界银行宣布将逐渐停止使用“发展中/发达国家分类”，更多呈现地区和收入群体的数据汇总。“全球南方”一词被一些人用作发展中国家的替代词。
与高收入国家相比，气候变化的影响对发展中国家的影响更大，因为它们中的大多数具有高气候脆弱性或低气候復原力。

## 定义
以下列出将国家划分为大致发展水平的依据。

### 人均国民收入组别
世界银行根据人均国民总收入将世界经济体分为四组，每年7月1日更新：
1. 低收入国家（类似于最不发达国家）
2. 中低收入国家
3. 中高收入国家
4. 高收入国家（类似于发达国家）
5. 不属于“高收入”的三个群体统称为“低收入和中等收入国家”（LMICs）

此分类基于使用Atlas方法计算的现价美元人均收入。例如在2022财年，低收入国家被定义为以当前美元计算的人均GNI低于1,045的国家，中低收入国家的人均国民总收入在1,046至4,095美元之间，中等偏上收入国家的人均国民总收入在4,096至12,695美元之间，高收入国家的人均国民总收入超过12,696美元。

### 人类发展指数
联合国发布的人类发展指数作為了解人類發展、經濟發展以及福祉的工具，比較了不同國家和時間的不同經濟發展水平, 用以衡量一個國家開發程度。發展中國家是指工業基礎不發達、人類發展指數相對於其他國家較低的國家 

### 自我声称
世贸组织一般接受任何国家声称自己是“发展中国家”的说法。曾經几乎所有经济指标都已成为“发达国家”的某些国家和地区仍然坚持被归类为“发展中国家”，这使他们有权在世贸组织享受优惠待遇，例如文莱、香港（特别行政区）、 科威特、澳门（特别行政区）、卡塔尔、新加坡和阿拉伯联合酋长国，这些国家和地区因这种自我宣称的发展中国家地位而受到引用和批评。

## 列表
下面所列的发展中国家绝大多数是国际货币基金组织认定的发展中经济体。
在IMF2017年10月发布的《世界经济展望》中，193个经济体（其中香港、台灣、澳门、波多黎各不是IMF会员）的数据共同组成了《世界经济展望》数据库，它们被IMF分类为39个发达经济体和154个发展中经济体。目前有5个联合国会员国（安道尔、古巴、列支敦士登、摩纳哥和朝鲜）并非IMF会员国，其中的古巴和朝鲜也被普遍视为发展中国家，因此下面共列有156个发展中国家。

### 主要发展中国家
- 巴西
- 埃及
- 衣索比亞
- 印度
- 印度尼西亞
- 伊朗
- 中华人民共和国
- 俄羅斯
- 南非
- 阿联酋

### 其他发展中国家
- 阿尔巴尼亚
- 阿尔及利亚
- 安哥拉
- 安地卡及巴布達
- 阿根廷
- 亞美尼亞
- 巴哈马
- 巴林
- 白俄羅斯
- 不丹
- 玻利维亚
- 保加利亚
- 布吉納法索
- 柬埔寨
- 喀麦隆
- 中非
- 智利
- 哥伦比亚
- 刚果民主共和国
- 刚果共和国
- 多米尼克
- 薩爾瓦多
- 赤道几内亚
- 斐济
- 加彭
- 格瑞那達
- 几内亚
- 海地
- 匈牙利
- 伊拉克
- 牙买加
- 约旦
- 基里巴斯
- 科索沃
- 科威特
- 黎巴嫩
- 賴索托
- 利比里亚
- 利比亞
- 马达加斯加
- 马拉维
- 马来西亚
- 馬爾地夫
- 马绍尔群岛
- 毛里塔尼亚
- 模里西斯
- 墨西哥
- 密克羅尼西亞聯邦
- 摩尔多瓦
- 蒙古国
- 蒙特內哥羅
- 摩洛哥
- 莫桑比克
- 緬甸
- 纳米比亚
- 瑙鲁
- 尼泊尔
- 尼加拉瓜
- 尼日尔
- 奈及利亞
- 北馬其頓
- 阿曼
- 巴基斯坦
- 帛琉
- 巴拿马
- 巴拉圭
- 秘魯
- 菲律賓
- 波蘭
- 羅馬尼亞
- 卢旺达
- 圣基茨和尼维斯
- 圣卢西亚
- 萨摩亚
- 聖多美和普林西比
- 沙烏地阿拉伯
- 塞内加尔
- 塞爾維亞
- 塞舌尔
- 所罗门群岛
- 南蘇丹
- 斯里蘭卡
- 苏丹
- 苏里南
- 叙利亚
- 坦桑尼亚
- 泰國
- 东帝汶
- 多哥
- 千里達及托巴哥
- 突尼西亞
- 土耳其
- 乌干达
- 乌克兰
- 乌拉圭
- 委內瑞拉
- 越南
- 葉門
- 尚比亞
- 辛巴威

非IMF成员
- 庫克群島
- 古巴
- 纽埃
- 巴勒斯坦领土
- 撒拉威阿拉伯民主共和國

## 已經脫離的經濟體
下列經濟體過去被認為屬於開發中或者没有数据，但是后来被國際貨幣基金組織或其他機構認定為已開發經濟體（括号内是该经济体被认定为发达的时间）。這些經濟體包含了亞洲四小龍和數個新加入歐元區的國家及地区。
| 欧洲 | 东亚、东南亚                                                                           | 西亚               | 美洲                 |
| --- | -------------------------------------------------------------------------------------- | ------------------ | -------------------- |
| - 賽普勒斯（2001年） - 斯洛維尼亞（2007年） - 馬爾他（2008年） - 捷克（2009年） - 斯洛伐克（2009年） - 爱沙尼亚（2011年） - 圣马力诺（2012年） - 拉脫維亞（2014年） - 立陶宛（2015年） - 安道尔（2021年） | - （1997年） - 中華民國（1997年） - 新加坡（1997年） - 香港（1997年） - 澳門（2016年） | - 以色列（1997年） | - 波多黎各（2016年） |